# Radicaal 188
Van de in totaal 214 Kangxi-radicalen heeft radicaal 188 de betekenis bot. Het is een van de acht radicalen die bestaat uit tien strepen.
In het Kangxi-woordenboek zijn er 185 karakters die dit radicaal gebruiken.

## Karakters met het radicaal 188

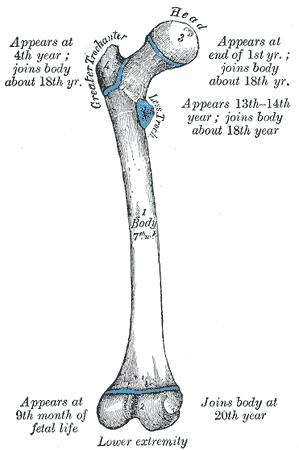
Dijbeen

| Strepen | Karakter             |
| ------- | -------------------- |
| + 0     | 骨                   |
| + 2     | 骩                   |
| + 3     | 骪 骫 骬 骭 骮       |
| + 4     | 骯 骰 骱             |
| + 5     | 骲 骳 骴 骵 骶 骷    |
| + 6     | 骸 骹 骺 骻 骼       |
| + 7     | 骽 骾                |
| + 8     | 骿 髀 髁             |
| + 9     | 髂 髃 髄 髅          |
| + 10    | 髆 髇 髈 髉 髊 髋 髌 |
| + 11    | 髍 髎 髏             |
| + 12    | 髐                   |
| + 13    | 髑 髒 髓 體          |
| + 14    | 髕                   |
| + 15    | 髖                   |
| + 16    | 髗                   |